# Marsa (Aude)
Marsa é uma comuna francesa na região administrativa de Occitânia, no departamento de Aude. Estende-se por uma área de 19,17 km². Em 2010 a comuna tinha 18 habitantes (densidade: 0,9 hab./km²).